# Afnán
Afnán (Arabisch: افنان, "twijgen"), is een term in de literatuur van het Bahá'í-geloof die verwijst naar de familieleden van de Báb van zijn moeders kant en wordt gebruikt als achternaam van hun nakomelingen.
De Báb de vrouw, Khadíjih-Bagum, had twee broers, Haji Mirza Abu'l-Qasim en Haji Siyyid Mirza Hasan. De afstammelingen van deze twee zwagers van de Báb, samen met de nakomelingen van zijn ooms van zijn moeders kant, staan bekend als de Afnán.
In de late 19e eeuw begon de familie een groot handelsbedrijf gevestigd in Shiraz en Yazd in Iran, met vestigingen in Beiroet, Bombay, Hongkong en 'Ishqábád. Zij publiceerden als een van de eersten Bahá'í-literatuur vanuit hun drukkerij in Bombay.

## Bron
- Smith, P. (1999). A Concise Encyclopedia of the Bahá'í Faith. Oneworld Publications, Oxford, UK. ISBN 1851681841. Gearchiveerd op 20 oktober 2021.